# NGC 2937
NGC 2937 (również PGC 27423 lub UGC 5131) – galaktyka eliptyczna znajdująca się w gwiazdozbiorze Hydry. Odkrył ją Albert Marth 3 marca 1864 roku. Oddziałuje grawitacyjnie z sąsiednią NGC 2936, jej przyciąganie zniszczyło spiralną strukturę tej galaktyki. NGC 2936 i NGC 2937 zostały skatalogowane jako Arp 142 w Atlasie Osobliwych Galaktyk Haltona Arpa.